# الکسی کووالف
الکسی کووالف (روسی: Алексей Вячеславович Ковалёв؛ زادهٔ ۲۴ فوریهٔ ۱۹۷۳) بازیکن هاکی روی یخ اهل روسیه بود.
وی همچنین برندهٔ جوایزی همچون جام استنلی شده‌است.
از باشگاه‌هایی که در آن بازی کرده‌است می‌توان به مونترآل کانادینز و نیویورک رنجرز اشاره کرد.